# Frederik Nannestad
Frederik Nannestad (ur. 21 października 1693 w Eidsbergu, zm. 11 sierpnia 1774 w Christianii) – norweski duchowny protestancki, biskup Trondheim w latach 1748-1758, biskup Christianii w latach 1758−1773.

## Życiorys
Frederik urodził się 21 października 1693 roku. Był synem Christophera Jenssena Nannestada, pastora. W 1718 uzyskał tytuł magistra na uniwersytecie w Kopenhadze. W 1732 został powołany na urząd dziekana Aarhus. W 1748 król Danii i Norwegii Fryderyk V Oldenburg mianował go biskupem Trondheim. W 1758 zmarł biskup Christianii Niels Dorph, Fryderyk V mianował Frederika na jego miejsce. Wysłał list pożegnalny do duchownych swojej poprzedniej diecezji, a w 1759 zamieszkał w Christianii. W latach 1760–1761 publikował jedno z pierwszych czasopism w Norwegii, Ugentlige korte Afhandlinger. W 1773 roku zrezygnował ze stanowiska biskupa przez problemy zdrowotne. Zmarł 11 sierpnia 1774 roku.